# Thinopyrum
Thinopyrum Á.Löve, 1980 è un genere di piante angiosperme monocotiledoni appartenente alla famiglia delle Poacee (o Gramineae, nom. cons.).

## Etimologia
Il nome del genere deriva dal greco θῖνος (thĩnos) = sacro e da πυρός (pyrós) = grano: grano sacro.

## Tassonomia
La famiglia delle Poacee comprende circa 800 generi e oltre 9.000 specie. È una delle famiglie più numerose e più importanti del gruppo delle monocotiledoni. La famiglia è suddivisa in 12 sottofamiglie, il genere Thinopyrum  fa parte della sottofamiglia Pooideae, tribù Hordeeae.
Il genere comprende le seguenti specie:
- Thinopyrum acutum (DC.) Banfi
- Thinopyrum bessarabicum (Săvul. & Rayss) Á.Löve
- Thinopyrum corsicum (Hack.) Banfi
- Thinopyrum curvifolium (Lange) D.R.Dewey
- Thinopyrum distichum (Thunb.) Á.Löve
- Thinopyrum × duvalii (Loret) Banfi
- Thinopyrum elongatum (Host) D.R.Dewey
- Thinopyrum flaccidifolium (Boiss. & Heldr.) Moustakas
- Thinopyrum gentryi (Melderis) D.R.Dewey
- Thinopyrum intermedium (Host) Barkworth & D.R.Dewey
- Thinopyrum junceiforme (Á.Löve & D.Löve) Á.Löve
- Thinopyrum junceum (L.) Á.Löve
- Thinopyrum obtusiflorum (DC.) Banfi
- Thinopyrum podperae (Nábelek) D.R.Dewey
- Thinopyrum turcicum (P.E.McGuire) B.R.Baum & D.A.Johnson
- Thinopyrum varnense (Velen.) B.R.Baum & D.A.Johnson